# Baeocera
Genre
Baeocera est un genre de coléoptères de la famille des Staphylinidae et de la sous-famille des Scaphidiinae. L'espèce type est Baeocera falsata Achard, 1920.

## Liste d'espèces

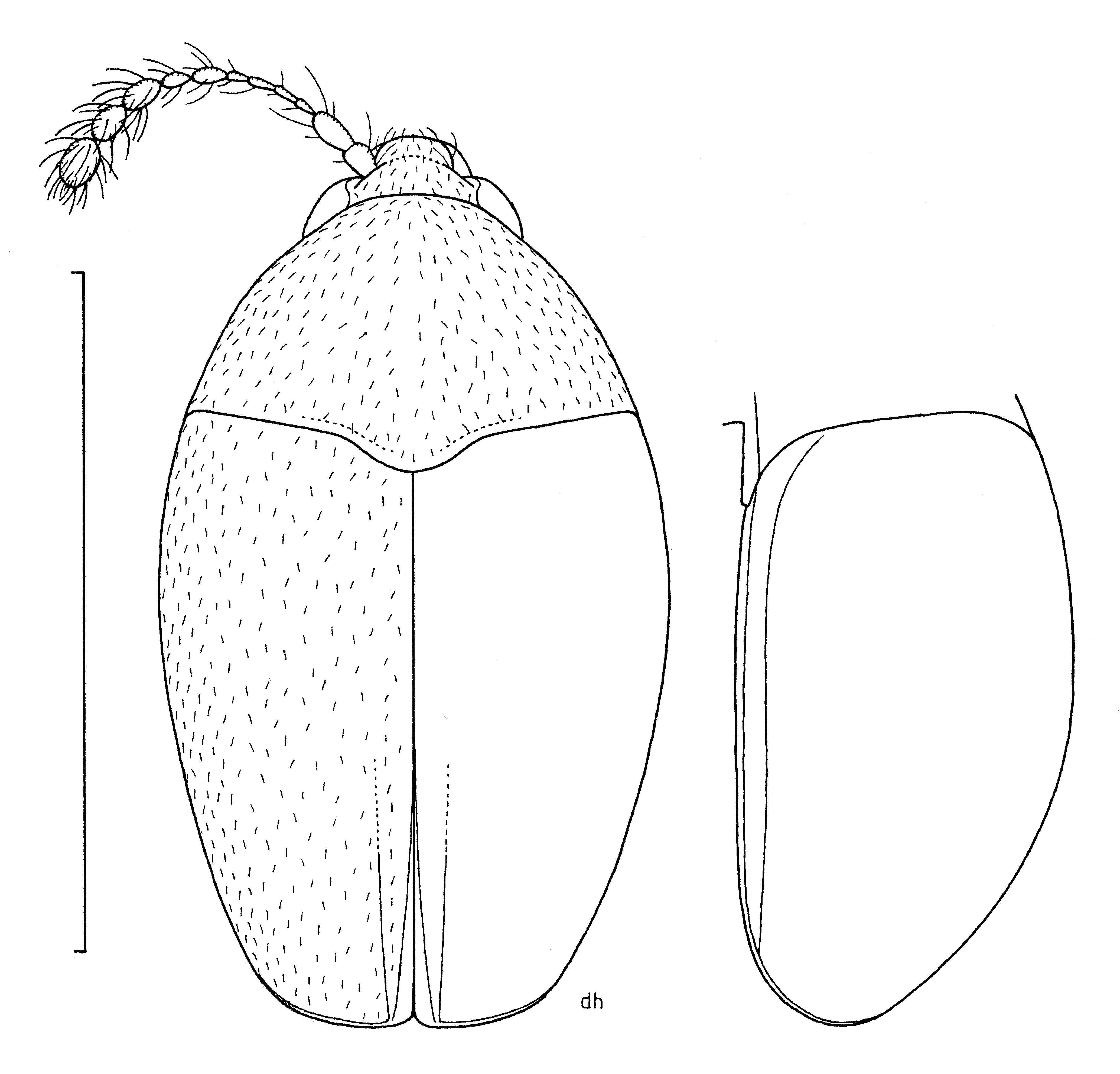
Baeocera abrupta Löbl & Leschen, 2003.

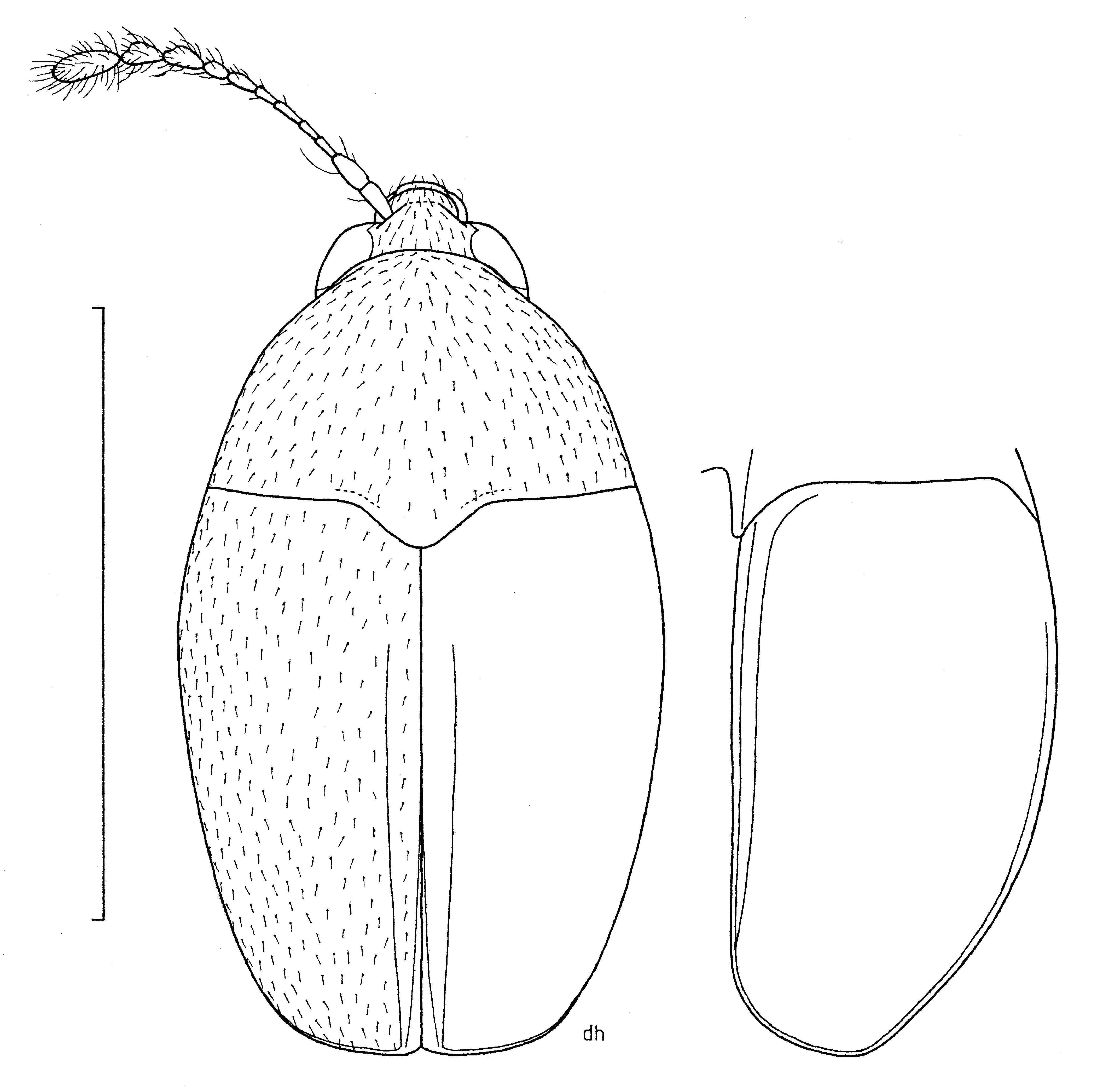
Baeocera actuosa (Broun, 1881).

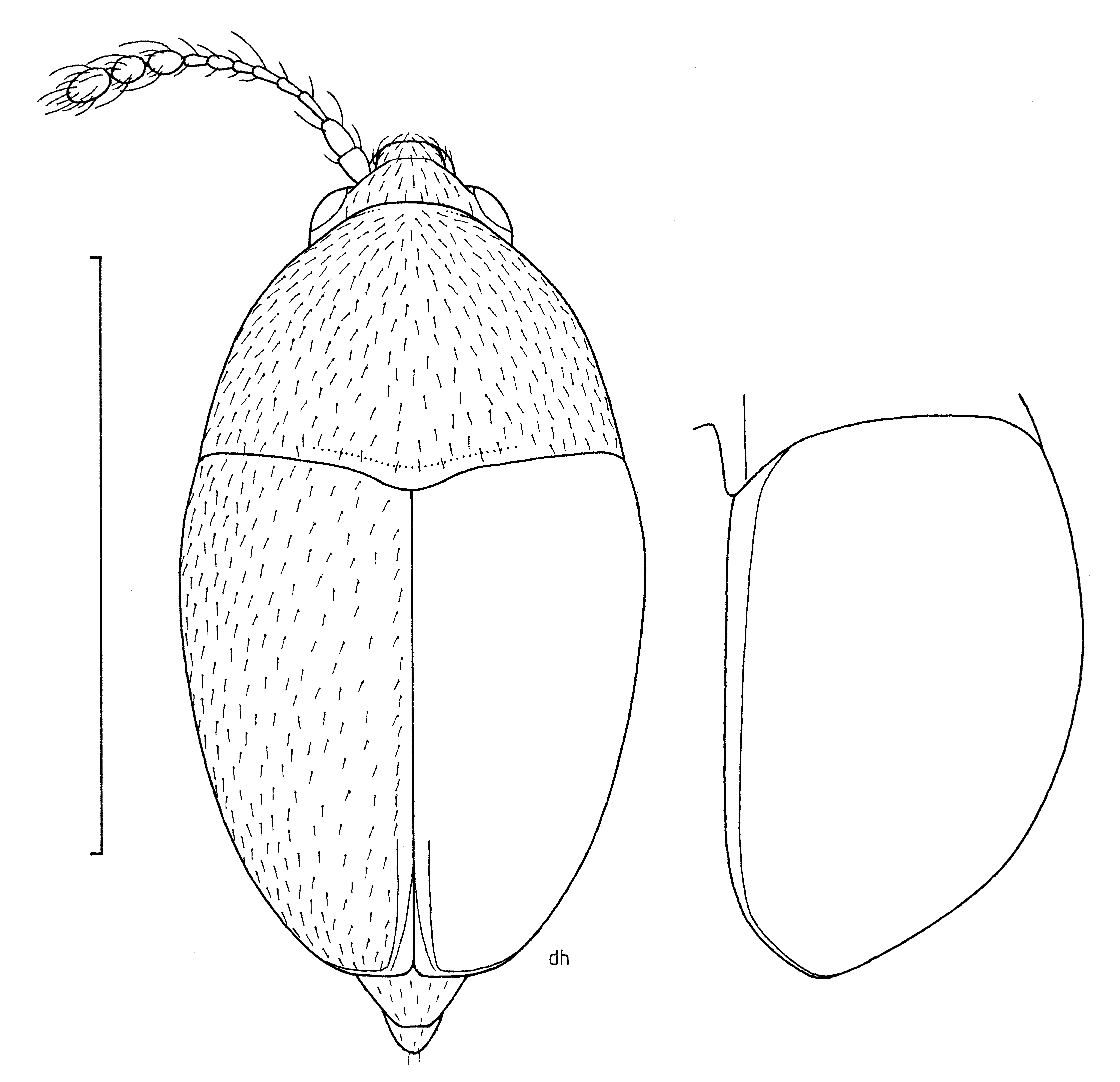
Baeocera epipleuralis Löbl & Leschen, 2003.

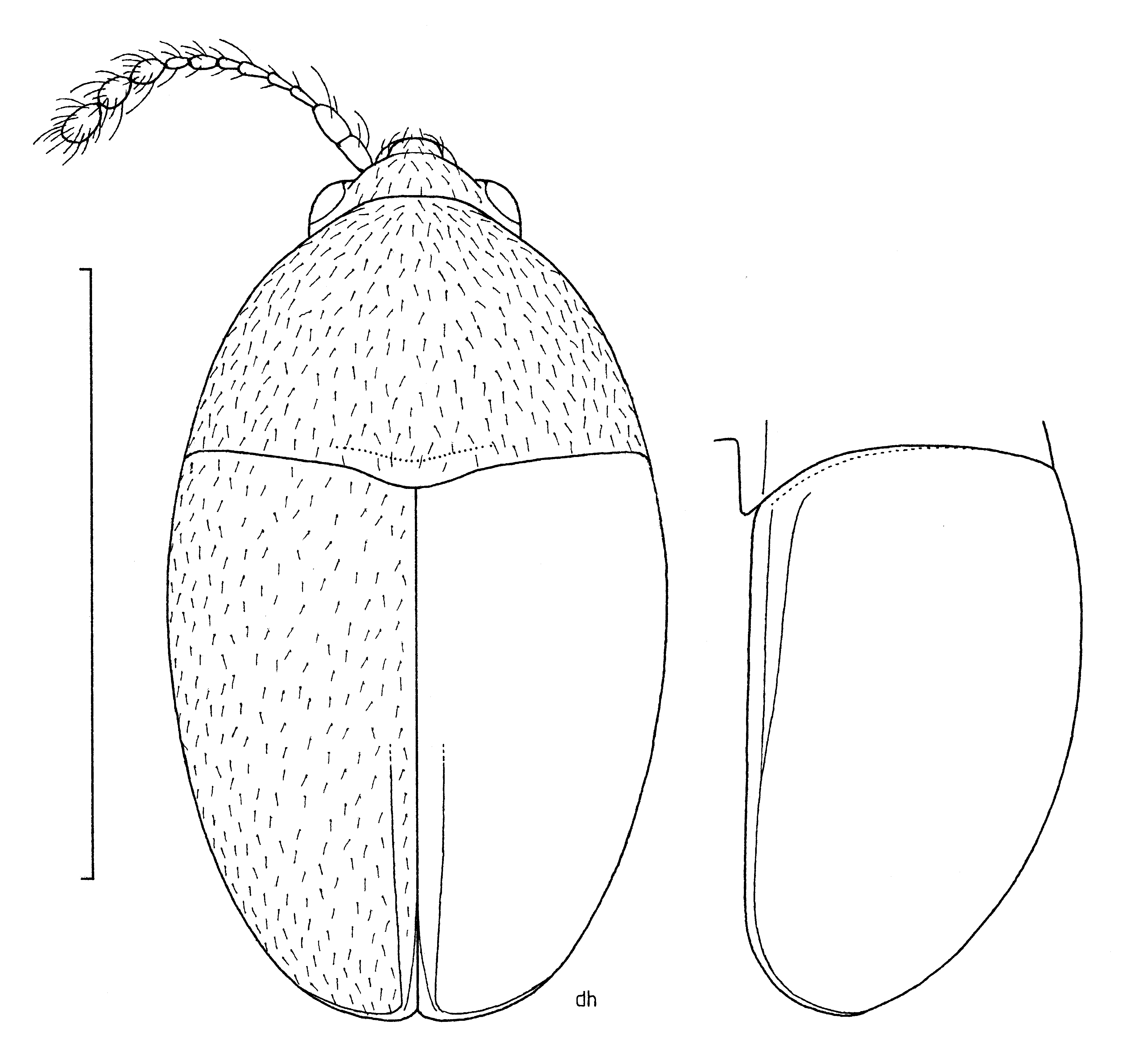
Baeocera punctatissima Löbl & Leschen, 2003.

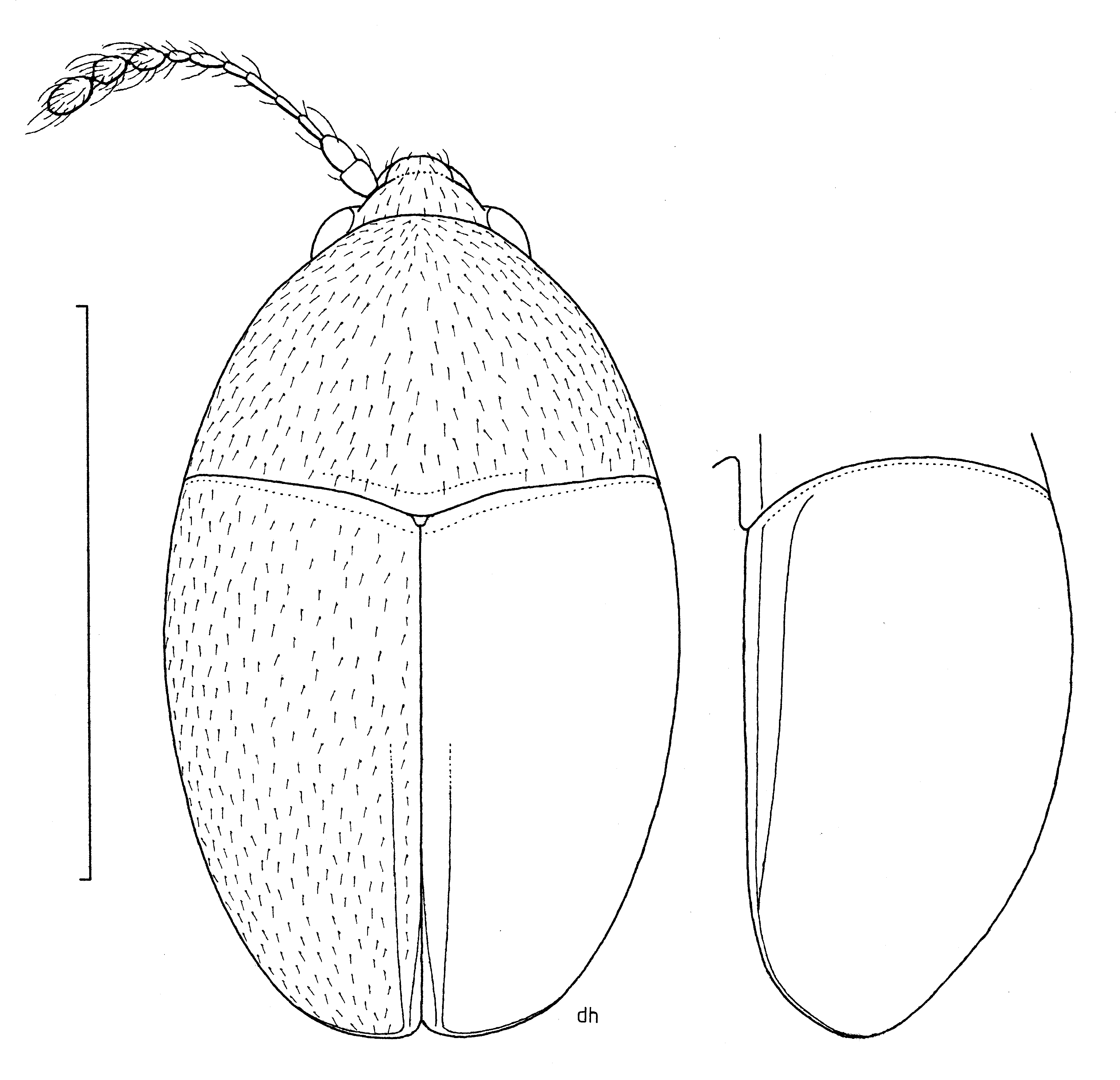
Baeocera sternalis Broun, 1914.

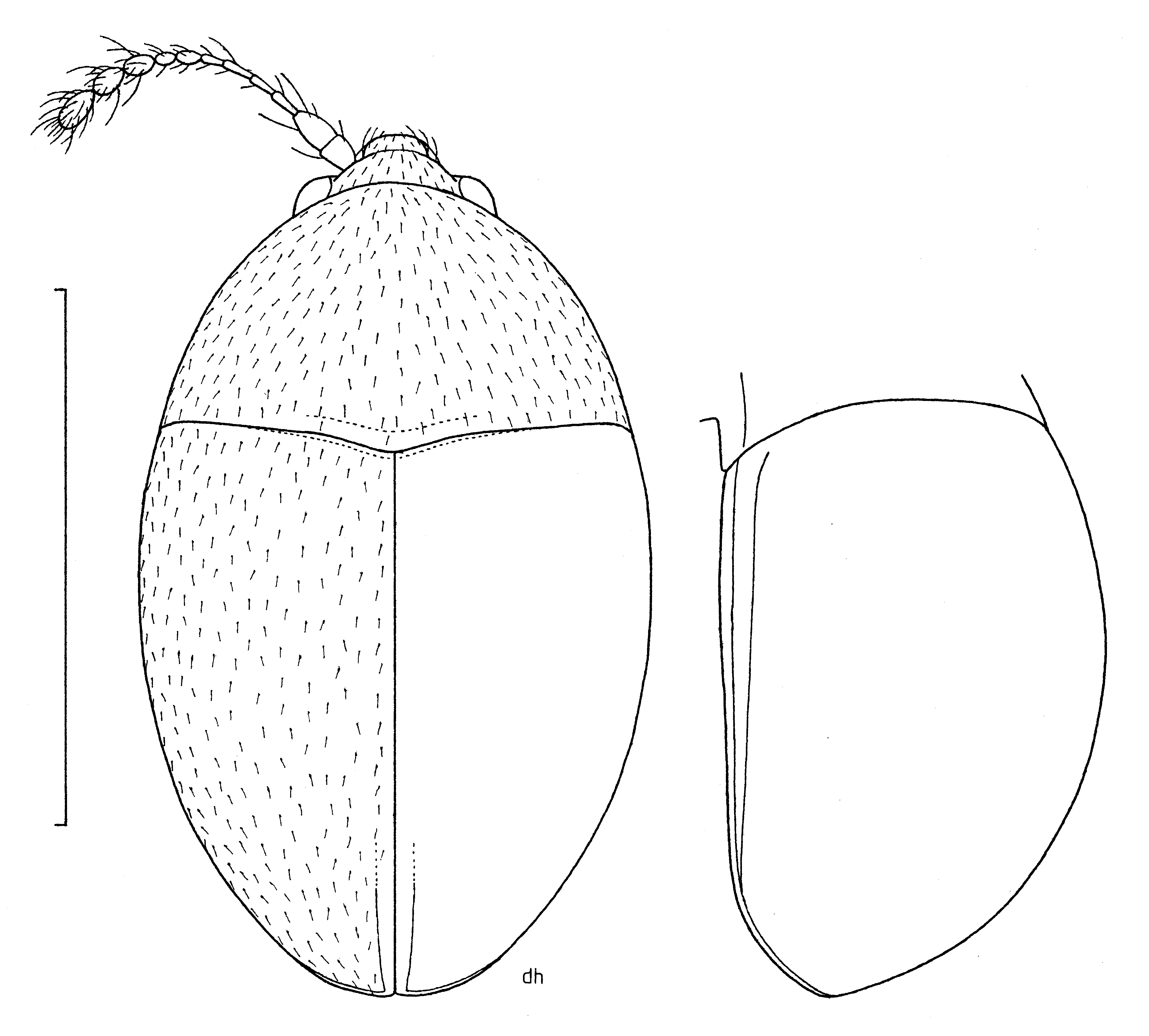
Baeocera tekootii Löbl & Leschen, 2003.

Au 28 mars 2020, GBIF liste 286 espèces dans le genre Baeocera :
- Baeocera abdominalis Casey, 1900
- Baeocera abnormalis Nakane, 1963
- Baeocera abrupta Löbl & Leschen, 2003
- Baeocera actuosa (Broun, 1881)
- Baeocera adusta Löbl, 2018
- Baeocera africana Löbl, 1987
- Baeocera agostii Löbl, 2014
- Baeocera alesi Löbl, 2012
- Baeocera aliena Löbl, 2012
- Baeocera alishana Löbl, 2012
- Baeocera alternans (Löbl, 1977)
- Baeocera alticola Löbl, 2012
- Baeocera amicula Löbl & Stephan, 1993
- Baeocera anchorifera Löbl, 2012
- Baeocera apicalis LeConte, 1860
- Baeocera argentina Pic, 1916
- Baeocera atricollis Pic, 1920
- Baeocera australica (Löbl, 1977)
- Baeocera bacchusi (Löbl, 1975)
- Baeocera badia Löbl, 2015
- Baeocera baliensis Löbl, 2015
- Baeocera barbara Löbl, 1990
- Baeocera barda Löbl, 2015
- Baeocera basalis Löbl, 2015
- Baeocera batukoqensis Löbl, 2015
- Baeocera beata Löbl, 2015
- Baeocera bella Löbl, 2015
- Baeocera bengalensis Löbl, 1984
- Baeocera benolivia Löbl & Leschen, 2003
- Baeocera bicolor Achard, 1920
- Baeocera bicolorata Löbl, 1979
- Baeocera bifurcata Löbl, 2015
- Baeocera bifurcate Löbl, 2015
- Baeocera bifurcilla Löbl, 2015
- Baeocera biroi (Löbl, 1975)
- Baeocera bironis (Pic, 1956)
- Baeocera boettcheri (Löbl, 1972)
- Baeocera bogotensis Reitter, 1880
- Baeocera bona Löbl, 2015
- Baeocera borealis Löbl & Stephan, 1993
- Baeocera bournei Löbl, 1980
- Baeocera bremeri Löbl, 1990
- Baeocera breveapicalis (Pic, 1926)
- Baeocera brevicornis (Löbl, 1971)
- Baeocera brevis Löbl, 2015
- Baeocera breviuscula Löbl, 2015
- Baeocera bruchi Pic, 1928
- Baeocera brunnea (Löbl, 1972)
- Baeocera caliginosa Löbl, 1984
- Baeocera callida Löbl, 1986
- Baeocera carinata (Löbl, 1975)
- Baeocera cekalovici Löbl, 1983
- Baeocera cerbera (Cornell, 1967)
- Baeocera ceylonensis (Löbl, 1971)
- Baeocera charybda (Cornell, 1967)
- Baeocera chilensis Reitter, 1880
- Baeocera chisosa Löbl & Stephan, 1993
- Baeocera choi Hoshina & Sun-Jae Park, 2011
- Baeocera coalita Löbl, 2003
- Baeocera compacta Löbl & Stephan, 1993
- Baeocera congener Casey, 1893
- Baeocera convexa (Pic, 1920)
- Baeocera coomani Pic, 1923
- Baeocera cooteri Löbl, 1999
- Baeocera cribrata Löbl, 1992
- Baeocera crinita Löbl, 1992
- Baeocera cuccodoroi Löbl, 2002
- Baeocera curta Löbl, 2002
- Baeocera curtula Achard, 1923
- Baeocera danielae Löbl, 2012
- Baeocera danieli Löbl, 2018
- Baeocera darwini Löbl, 2018
- Baeocera deflexa Casey, 1893
- Baeocera deharvengi Löbl, 1990
- Baeocera dentipes Löbl, 1986
- Baeocera derougemonti Löbl, 1983
- Baeocera dilutior Löbl, 1979
- Baeocera discolor Casey, 1900
- Baeocera doriai (Pic, 1920)
- Baeocera dufaui Pic, 1920
- Baeocera dugdalei Löbl, 1981
- Baeocera egena (Löbl, 1975)
- Baeocera eichelbaumi (Reitter, 1908)
- Baeocera elenae Löbl & Leschen, 2003
- Baeocera elongata Löbl & Stephan, 1993
- Baeocera epipleuralis Löbl & Leschen, 2003
- Baeocera errabunda Löbl, 1992
- Baeocera erroris Löbl, 1990
- Baeocera eurydice (Cornell, 1967)
- Baeocera excelsa Löbl, 1986
- Baeocera falsata Achard, 1920
- Baeocera flagellata (Löbl, 1976)
- Baeocera flagrans Löbl, 2002
- Baeocera formosana Löbl, 1980
- Baeocera fortepunctata Löbl, 2002
- Baeocera fortis Löbl, 2012
- Baeocera franzi (Löbl, 1973)
- Baeocera frater (Löbl, 1969)
- Baeocera freudei Löbl, 1967
- Baeocera freyi Löbl, 1966
- Baeocera frigida (Löbl, 1971)
- Baeocera galapagoensis Löbl, 1977
- Baeocera gerardi (Pic, 1928)
- Baeocera germaini Pic, 1920
- Baeocera gilloghyi (Löbl, 1973)
- Baeocera globosa (Pic, 1926)
- Baeocera gnava Löbl, 1980
- Baeocera gracilis (Löbl, 1977)
- Baeocera gutierrezberaudi Fierros-López, 2010
- Baeocera gyrinoides Reitter, 1880
- Baeocera hamata Löbl & Stephan, 1993
- Baeocera hamifer Löbl, 1977
- Baeocera hammondi Löbl, 1984
- Baeocera hesperia Löbl & Stephan, 1993
- Baeocera hillaryi Löbl & Leschen, 2003
- Baeocera huashana Löbl, 1999
- Baeocera humeralis Fall, 1910
- Baeocera hygrophila Löbl, 1984
- Baeocera hypomeralis Löbl, 2012
- Baeocera ignobilis Löbl, 1980
- Baeocera impunctata Löbl & Stephan, 1993
- Baeocera inaequicornis Champion, 1927
- Baeocera incisa (Löbl, 1973)
- Baeocera inculta Löbl, 1984
- Baeocera indistincta Löbl & Stephan, 1993
- Baeocera inermis Löbl, 1988
- Baeocera inexspectata Löbl & Stephan, 1993
- Baeocera innocua Löbl, 1990
- Baeocera inoptata Löbl, 2018
- Baeocera insolita Löbl, 1990
- Baeocera insperata (Löbl, 1975)
- Baeocera irregularis Champion, 1913
- Baeocera jankodadai Löbl, 2012
- Baeocera jarmilae Löbl, 2018
- Baeocera jeani Löbl, 2012
- Baeocera jejuna Löbl, 2012
- Baeocera kaibesara Löbl, 2014
- Baeocera kapfereri Reitter, 1915
- Baeocera karamea Löbl & Leschen, 2003
- Baeocera karen Löbl, 1990
- Baeocera keralensis Löbl, 1979
- Baeocera khasiana Löbl, 1984
- Baeocera kinabalua Löbl, 1987
- Baeocera koreana Hoshina & Sun-Jae Park, 2011
- Baeocera kubani Löbl, 1999
- Baeocera kurbatovi Löbl, 1993
- Baeocera kuscheli Löbl, 1980
- Baeocera kuscheliana Löbl, 1980
- Baeocera laevis (Reitter, 1880)
- Baeocera laminula Löbl, 1992
- Baeocera lasciva Löbl, 2003
- Baeocera latens (Blackburn, 1903)
- Baeocera leleupi Löbl, 1989
- Baeocera lenczyi Löbl & Stephan, 1993
- Baeocera lenta (Löbl, 1971)
- Baeocera lindae Löbl, 2012
- Baeocera longicornis (Löbl, 1971)
- Baeocera louisi Löbl, 2012
- Baeocera macrops (Löbl, 1973)
- Baeocera major A.Matthews, 1888
- Baeocera manasensis Löbl, 1984
- Baeocera martensi Löbl, 1992
- Baeocera matthewsi (Löbl, 1977)
- Baeocera mendax Löbl, 1979
- Baeocera mexicana Reitter, 1880
- Baeocera microps Löbl, 1984
- Baeocera microptera Löbl, 1986
- Baeocera mindanaosa Löbl, 2012
- Baeocera monstrosa (Löbl, 1971)
- Baeocera monstrosetibialis Löbl, 1984
- Baeocera montana (Pic, 1955)
- Baeocera montanella Löbl, 1992
- Baeocera monticola Vinson, 1943
- Baeocera murphyi (Löbl, 1973)
- Baeocera mussardiana Löbl, 1979
- Baeocera mustangensis Löbl, 1992
- Baeocera mutata Löbl, 2012
- Baeocera myrmidon (Achard, 1923)
- Baeocera nakanei (Löbl, 1968)
- Baeocera nana Casey, 1893
- Baeocera nanula Löbl, 1980
- Baeocera nitida (Löbl, 1975)
- Baeocera nobilis Reitter, 1884
- Baeocera nonguensis Löbl, 1983
- Baeocera obesa Löbl & Stephan, 1993
- Baeocera obliqua (Löbl, 1973)
- Baeocera ornata (Löbl, 1973)
- Baeocera ovalis Löbl, 1980
- Baeocera ovicula Löbl, 2002
- Baeocera pacifica Löbl, 1981
- Baeocera palawana (Löbl, 1971)
- Baeocera pallida Casey, 1900
- Baeocera palmi Löbl, 1987
- Baeocera papua (Löbl, 1975)
- Baeocera paradoxa (Löbl, 1971)
- Baeocera parallela Löbl, 1980
- Baeocera pecki Löbl & Stephan, 1993
- Baeocera picea Casey, 1893
- Baeocera pigra (Löbl, 1971)
- Baeocera plana Löbl, 1980
- Baeocera praedicta Löbl, 2002
- Baeocera praesignis Löbl, 2002
- Baeocera problematica Löbl, 1987
- Baeocera procerula Löbl, 2012
- Baeocera prodroma Löbl, 2002
- Baeocera producta (Pic, 1926)
- Baeocera profana Löbl, 2012
- Baeocera prolixa Löbl, 2002
- Baeocera promelas (Löbl, 1977)
- Baeocera proseminata Löbl, 2003
- Baeocera prospecta Löbl, 2002
- Baeocera provida Löbl, 2002
- Baeocera pseudincisa Löbl, 1984
- Baeocera pseudinculta Löbl, 1990
- Baeocera pseudovilis Löbl, 1986
- Baeocera pubiventris Löbl, 1990
- Baeocera pulchella Fierros-López, 2010
- Baeocera punctata (Löbl, 1975)
- Baeocera punctatissima Löbl & Leschen, 2003
- Baeocera puncticollis Löbl, 1977
- Baeocera punctipennides Newton, 2017
- Baeocera punctipennis (MacLeay, 1871)
- Baeocera reducta Löbl, 1980
- Baeocera reductula Löbl, 1997
- Baeocera robertiana Löbl, 1990
- Baeocera robustula Casey, 1893
- Baeocera rubripennis Reitter, 1880
- Baeocera rufoguttata (Fairmaire, 1898)
- Baeocera rufula (Löbl, 1973)
- Baeocera sarawakensis Löbl, 1987
- Baeocera satana Nakane, 1963
- Baeocera sauteri Löbl, 1980
- Baeocera schawalleri Löbl, 1992
- Baeocera schirmeri (Reitter, 1881)
- Baeocera schreyeri Löbl, 1990
- Baeocera scylla (Cornell, 1967)
- Baeocera securiforma (Cornell, 1967)
- Baeocera semiglobosa (Achard, 1921)
- Baeocera senilis Löbl, 1984
- Baeocera serendibensis (Löbl, 1971)
- Baeocera signata Löbl, 1984
- Baeocera similaris Löbl & Stephan, 1993
- Baeocera simoni (Pic, 1920)
- Baeocera socotrana Löbl, 2012
- Baeocera solida Löbl & Stephan, 1993
- Baeocera sordida Löbl, 1984
- Baeocera sordidoides Löbl, 1992
- Baeocera speculifer Casey, 1893
- Baeocera sternalis Broun, 1914
- Baeocera stewarti Löbl, 2018
- Baeocera sticta Löbl & Stephan, 1993
- Baeocera subaenea (Fauvel, 1903)
- Baeocera subferruginea (Reitter, 1908)
- Baeocera sumatrensis (Löbl, 1973)
- Baeocera suthepensis Löbl, 1990
- Baeocera takizawai Löbl, 1984
- Baeocera tamil Löbl, 1979
- Baeocera taylori (Löbl, 1973)
- Baeocera tekootii Löbl & Leschen, 2003
- Baeocera tensingi Löbl & Leschen, 2003
- Baeocera tenuis Löbl & Leschen, 2003
- Baeocera texana Casey, 1893
- Baeocera thoracica Löbl, 1992
- Baeocera tibialis Löbl, 1977
- Baeocera tuberculosa Löbl, 1992
- Baeocera umtalica Löbl, 1987
- Baeocera vafra Löbl, 2015
- Baeocera vagans Löbl, 1987
- Baeocera valdiviana Löbl, 1983
- Baeocera valida (Löbl, 1976)
- Baeocera vanuana Löbl, 1980
- Baeocera variata Löbl, 2015
- Baeocera variicolorata Löbl, 2018
- Baeocera ventralis (Löbl, 1973)
- Baeocera vesiculata Löbl, 1979
- Baeocera vicina Löbl, 2015
- Baeocera vidua Löbl, 1990
- Baeocera vilis Löbl, 1984
- Baeocera villaricensis Löbl, 2018
- Baeocera wheeleri Löbl, 1992
- Baeocera wittmeri Löbl, 1977
- Baeocera wolfgangi Löbl, 2012
- Baeocera xichangana Löbl, 1999
- Baeocera yamdena Löbl, 2014
- Baeocera youngi (Cornell, 1967)
- Baeocera yunnanensis Löbl, 1999

## Synonymie
Les noms suivants sont considérés comme synonymes de Baeocera Erichson, 1845 :
- Sciatrophes Blackburn, 1903
- Cyparella Achard, 1924
- Eubaeocera Cornell, 1967
- Amaloceroschema Löbl, 1967, décrit comme sous-genre de Baeocera